# ヘラクレア・ミノア
ヘラクレア・ミノア（古代ギリシア語: Ἡράκλεια Μινῴα; イタリア語: Eraclea Minoa; Hêrakleia Minôia: Eth. Rhachlôtês, Heracliensis）は、シケリア（シチリア）南岸、ハリカス川（現在のプラティニ川）の河口に存在した古代ギリシアの植民都市で、アクラガス（現在のアグリジェント）の西25キロメートルにあった。その遺跡はアグリジェント県カットーリカ・エラクレーアのエラクレア・ミノア集落近くに存在する。考古学的調査から、紀元前6世紀中盤に建設され、紀元1世紀初頭に破棄されたと推定されている。
最初はギリシア植民都市であるセリヌスの交易拠点として設立され、続いてカルタゴの支配下に置かれ、その後アクラガス領の境界都市とされた。紀元前405年のカルタゴとシュラクサイの僭主ディオニュシオス1世との条約で正式にカルタゴの従属都市となった。紀元前397年にディオニュシオスが奪還したが、紀元前383年に再びカルタゴ支配に戻った。シュラクサイの政治家ディオンは紀元前357年にここに上陸し、シュラクサイのディオニュシオス2世との戦いに向かった。紀元前309年にアクラガスが奪回するが、すぐにシュラクサイの僭主アガトクレスの勢力に屈した。紀元前277年には、一時的にエピロス王ピュロスがシュラクサイから奪回している。

## 二つの伝説
二つの名前を持つ都市は、その起源に関して二つの伝説を持っている。第一の伝説はヘーラクレースと関係するもので、地元の英雄であるエリュクスとのレスリング試合に勝ち、シケリア西部全体を所有する権利を得たが、その権利を子孫のためにとっておいた。ヘラクレスは街を作ることはなかったが、少し遅れてクレタ島の王ミーノースがダイダロスを追跡してシケリアに来た際に、ハリカス川の河口に上陸して街を造り、ミノアと名付けた。別の説ではミーノースの死後、彼の部下達が街を建設してミノアと名付けたと言う。ヘラクレイデスは、そこには先住民の都市が既にあり、その都市の名前はマカラであったと付け加えている。二つの伝説は大きく異なっており、ディオドロスは同じ場所の異なる伝説に対して何も述べていない。この二つの名前が組み合わせられるのは、ずっと後になってからである。

## 紀元前6世紀
街の建設に関する記録は一切ないが、考古学的調査では紀元前6世紀中頃と推定される。街に関する最初の記述は、ギリシア植民都市セリヌスがミノアと言う名前で小さな交易拠点を建設したというものである。紀元前510年頃スパルタの王子ドリエウスが、伝説上の祖先であるヘーラークレースに与えられた土地を取り戻そうとして、多くの協力者と共に上陸したのはここである。しかしカルタゴ人とセゲスタ人に敵対され、エリュクス近くの戦闘で壊滅的な敗北を喫して殆どが戦死してしまった。なんとか脱出に成功したエウリレオンがミノアを支配しヘラクレアと名付けたというのが、その名前に関する最初の記載である。ヘロドトスは明記はしていないものの、ドリエウスは植民都市（ヘラクレア）を建設するためにシケリアに来たのであり、またディオドロスはドリエウスが実際の建設者であるとしている。したがって、ヘラクレアとミノアはもともとは別の街で、後日その名前が別の街に使われると推定する理由はないようである。このスパルタ人の植民が行われてから、ヘラクレアという名前が一般に使われるようになり、他のヘラクレアと呼ばれる街との区別のためにミノアの名前との組み合わて、ヘラクレア・ミノアと呼ばれることとなった。

## 紀元前5世紀 - 紀元前4世紀
ディオドロスによると、新しく建設されたヘラクレアは急速に発展したが、カルタゴがその勢力の増長を恐れたために破壊されたとしている。これがいつ発生したかは不明である。おそらく『歴史叢書』の第10巻に記載されていたと思われるが、その部分は現在失われてしまっている。ヘラクラが破壊された可能性がある 第一次シケリア戦争（紀元前480年）に関する記載ではこのことが触れられていない。ロードス島リンドスにあるアテーナー・リンディアの神殿の碑文には、アクラガスのミノアに対する勝利（但し日付はない）の戦利品として象牙のパラディウムが奉納されたと記載されている。
紀元前5世紀の間、およびディオニュシオスのカルタゴとの戦争に関連してのヘラクレアの記載はなく、この間ヘラクレアは存在していなかったか、あるいは極めて衰退した状況にあったと推定される。しかしながら、紀元前405年の講和条約で、ヘラクレア・ミノアの領域はカルタゴ領とされた。次の記述（ミノアの名前が用いられている）はシュラクサイの政治家ディオンが紀元前357年にここに上陸したと言うことであり、アクラガス領土の小さな街であるが、カルタゴの支配下にあるとされている。したがって、ハリカス川以西をカルタゴの領土とするディオニュシオスとカルタゴの条約にもかかわらず、その東岸にあるヘラクレアは依然としてカルタゴの手にあった。これに伴い、紀元前314年にカルタゴとアガトクレスの間で結ばれた講和条約においても、ヘラクレア、セリヌスおよびヒメラは以前と同じようにカルタゴの支配下に置かれるとされている。

## 紀元前3世紀
このときからヘラクレアは再び歴史に登場し、また重要な都市となっていたと思われる。しかし一時の衰退からの再興に関しての説明はない。紀元前309年、アクラガスのクセノディクスがカルタゴ、シュラクサイ双方からの独立を宣言すると、ヘラクレアもこれに同調した。しかし紀元前305年にアガトクレスがアフリカから帰還すると、アガトクレスに奪取された。
紀元前278年、エピロス王ピュロスの遠征時、ヘラクレアは再びカルタゴ支配下にあったが、アクラガスに上陸したピュロスはそこから西に進軍したため、ヘラクレアが最初に攻略された都市となった。同様に、第一次ポエニ戦争においては、紀元前262年にアクラガスがローマ軍に包囲されると（アクラガス包囲戦）、カルタゴの将軍ハンノはヘラクレアに上陸して占領し、そこからアクラガスに向かった。
紀元前256年、ローマ艦隊によるカルタゴ本国侵攻を阻止するため、カルタゴ海軍は350隻からなる艦隊をヘラクレアに定係させていたが、2人の執政官ルキウス・マンリウス・ウルソ・ロングスとマルクス・アティリウス・レグルスに大敗した（エクノモス岬の戦い）。このことから、ヘラクレア・ミノアはこの時点におけるカルタゴ海軍の主要な軍港となっていたことが分かる。紀元前249年には、リルバイオン(現在のマルサーラ）を封鎖するローマ艦隊を監視するために、ヘラクレア・ミノアが利用されている。
戦後シケリアはローマのシキリア属州となったため、ヘラクレアも当然ローマの支配下におかれた。しかしながら、第2次ポエニ戦争が開始されると、再びカルタゴに占領された。そしてシュラクサイが陥落した（シュラクサイ包囲戦）後でさえも、マルクス・クラウディウス・マルケッルスに抵抗するカルタゴ最後の拠点であった。

## ローマ時代
ローマ支配化における状況はあまり分からない。しかし紀元前134年から紀元前132年にかけて発生した第一次奴隷戦争（en）で大きな損害を受け、プロコンスルであるプブリウス・ルピリウス（en）の指導に下に、減少した人口を補うために新たな移住者を受け入れた。旧住民と新住民の間を調整するために新たな法律が制定されたが、そのときの法律はキケロの時代にも適用されており、この時代にはヘラクレアは依然として繁栄を謳歌していた。しかしその後直ぐに、ほとんどのシキリア南岸の都市と同じく、政治は腐敗していった（ガイウス・ウェッレス（en）の悪政）。
大プリニウスはヘラクレアのことを記述していないが、1世紀の地理学者ポンポニウス・メラ（en）はシキリア南岸の3つの重要都市の1つであると述べており、2世紀のギリシアの地理学者クラウディオス・プトレマイオスも同様である。プトレマイオスによる記述がヘラクレアに対する最後の記録であり、アントニウスの旅程表のポイティンガー図には記載がない。

## 考古学

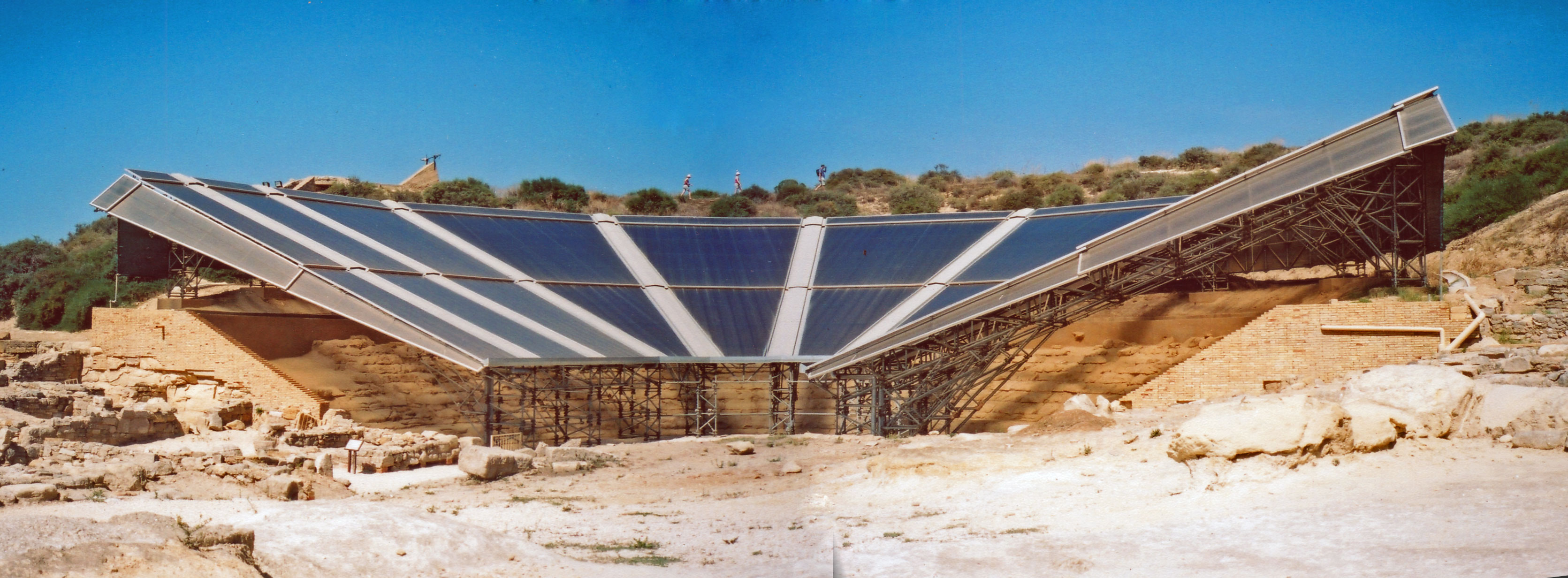
発掘作業中のギリシア劇場

ヘラクレア・ミノアの場所を最初に特定したのは、16世紀の歴史家トマッソ・ファツェーロ（en）であった。プラティニ川（古代のハリカス川）の河口から数百ヤード南東で、現在はカポ・ビアンコと呼ばれている突起部の上にあり、プラティニ渓谷に向かってやや傾斜している。南側は海に面したほとんど垂直の白い崖である。これはストラボンが述べるアグリゲントゥムから20マイルの距離にあるヘラクレア突起部と一致している。
ファツェーロの時代には、建物は残っていなかったものの、城壁の跡はたどることができ、また陶器やレンガなどが遺跡全体から豊富に出土していた。街と河口の間の水道もまた視認することができていたが、現在では確認することはできない。
20世紀の初頭に、紀元前6世紀から紀元前5世紀のものと推定されるネクロポリスが発見された。1950年からはエルネスト・デ・ミロ教授の下で大規模な発掘が開始され、紀元前4世紀後半から紀元前1世紀後半にかけての住居跡と紀元前4世紀後半のギリシア劇場が発見されている。1世紀初頭から製造されているアレタイン式陶器が発見されていないことから、それ以前に都市は放棄されたものと推定される。

## 参考資料
- Biscari, Principe di, Viaggio per le Antichità della Sicilia, Palermo, 1817
- Cicero, The Orations of Marcus Tullius Cicero, C. D. Yonge (translator), B. A. London. George Bell & Sons, York Street, Covent Garden. 1891. 4 volumes.
- Diodorus Siculus. Diodorus Siculus: The Library of History. Translated by C. H. Oldfather. Twelve volumes. Loeb Classical Library. Cambridge, Mass.: Harvard University Press; London: William Heinemann, Ltd. 1989. Vol. 2. Books 2.35–4.58. ISBN 0-674-99334-9. Vol. 7. Books 15.20–16.65. ISBN 0-674-99428-0. Vol. 10. Books 19.66–20. ISBN 0-674-99429-9.
- Fazello, Tommaso, De Rebus Siculis Decades Duae, Palermo, 1558
- Herodotus; Histories, A. D. Godley (translator), Cambridge: Harvard University Press, 1920; ISBN 0-674-99133-8. Online version at the Perseus Digital Library.
- Livy; History of Rome, Rev. Canon Roberts (translator), Ernest Rhys (editor); (1905) London: J. M. Dent & Sons, Ltd.
- Perry, Walter Copland, Sicily in Fable, History, Art, and Song Macmillan and Co., Limited. London. 1908.
- Pomponius Mela, De situ orbis
- Pausanias, Description of Greece. W. H. S. Jones (translator). Loeb Classical Library. Cambridge, MA: Harvard University Press; London, William Heinemann Ltd. (1918). Vol. 2. Books III–V: ISBN 0-674-99207-5.
- Pliny the Elder; The Natural History (eds. John Bostock, M.D., F.R.S. H.T. Riley, Esq., B.A.) London. Taylor and Francis, Red Lion Court, Fleet Street. (1855). Online version at the Perseus Digital Library.
- Plutarch; Plutarch's Lives: Volume II, Arthur Hugh Clough (editor), John Dryden (translator). Modern Library; Modern Library Paperback Ed edition (April 10, 2001). ISBN 0-375-75677-9.
- Polybius; Histories, Evelyn S. Shuckburgh (translator); London, New York. Macmillan (1889); Reprint Bloomington (1962).
- Ptolemy, Geographia
- Smith, William; Dictionary of Greek and Roman Geography: "Heracleia", London (1867)
- Strabo, Geography, translated by Horace Leonard Jones; Cambridge, Massachusetts: Harvard University Press; London: William Heinemann, Ltd. (1924). Vol. 3, Books 6–7 ISBN 0-674-99201-6.
- Wilson, R.J.A. and Leonard, A. Jr., "Field Survey at Heraclea Mino (Agrigento), Sicily", Journal of Field Archaeology, Vol. 7, No. 2 (Summer, 1980), pp. 219–239.
- Zonaras. Extracts of History.
- この記事にはアメリカ合衆国内で著作権が消滅した次の百科事典本文を含む: Chisholm, Hugh, ed. (1911). “Heraclea”. Encyclopædia Britannica (英語). Vol. 13 (11th ed.). Cambridge University Press. p. 308.
- この記事には現在パブリックドメインである次の出版物からのテキストが含まれている: Smith, William, ed. (1854–1857). Dictionary of Greek and Roman Geography. London: John Murray. {{cite encyclopedia}}: |title=は必須です。 (説明)